# منتخب بوليفيا لكرة الطائرة للرجال
منتخب بوليفيا لكرة الطائرة للرجال هو ممثل بوليفيا الرسمي في المنافسات الدولية في كرة طائرة في فئة كرة الطائرة للرجال.